# Персона нон грата
Персона нон грата (на латински: persona non grata, мн.ч.: personae non gratae, съкр. PNG; варианти: persona ingrata, persona non gradita) е термин, използван в дипломацията със специално правно значение, означаващ в буквален превод „нежелана личност“.
Съгласно чл. 9 на Виенската конвенция (1961) приемащата държава „може във всяко време, без да е длъжна да мотивира решението си“, да обяви всеки член на дипломатическия корпус за persona non grata.
Има разлика между персона нон грата и неприемливо лице. Последното може да бъде само член на персонала на представителство (административно-техническия или обслужващ), т.е. на недипломатическия персонал.
В този случай изпращащата държава е длъжна незабавно да отзове въпросното лице или да прекрати неговите функции в представителството. Обявяването за персона нон грата или неприемливо лице може да стане и преди пристигането му – например, докато лицето пътува за мястото на своето назначение и така да не може да влезе на територията на приемащата държава в това качество.
Термин с противоположното значение: персона грата (persona grata).